# Xã Johnson, Quận LaPorte, Indiana
Xã Johnson (tiếng Anh: Johnson Township) là một xã thuộc quận LaPorte, tiểu bang Indiana, Hoa Kỳ. Năm 2010, dân số của xã này là 198 người.